# Protomyctophum andriashevi
Protomyctophum andriashevi är en fiskart som beskrevs av Becker, 1963. Protomyctophum andriashevi ingår i släktet Protomyctophum och familjen prickfiskar. Inga underarter finns listade i Catalogue of Life.